# Castelo de Hohenack

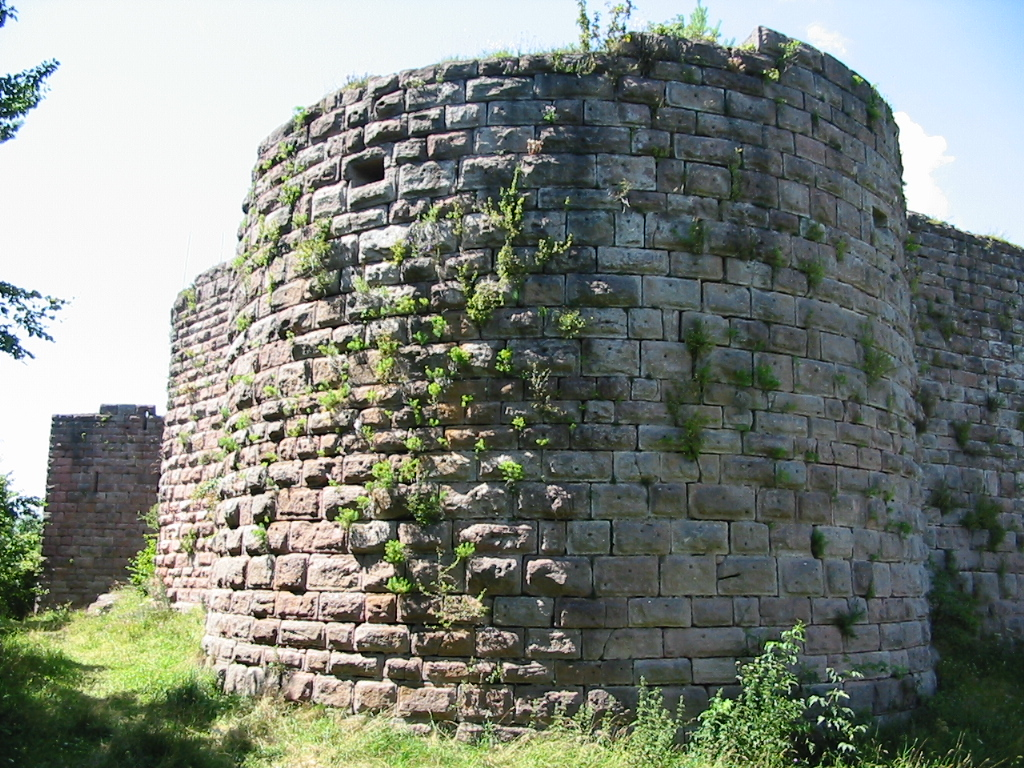

O castelo de Hohenack (também descrito como Château du Hohenack e Château féodal du Petit Hohnack) é um castelo em ruínas na comuna de Labaroche no Alto Reno, em França.
O castelo serviu tanto a funções militares como administrativas antes de ser destruído em 1655 por ordem do Rei da França. Durante a Revolução Francesa, a ruína foi vendida como propriedade nacional e, até 1898, foi tratada como uma pedreira. O castelo sofreu danos de guerra ao longo da sua existência.
Uma propriedade do estado, está classificado desde 1905 como monumento histórico pelo Ministério da Cultura da França.